# Forest Hill (Londen)
Forest Hill is een wijk in het Londense bestuurlijke gebied London Borough of Lewisham, in het zuidoosten van de regio Groot-Londen.

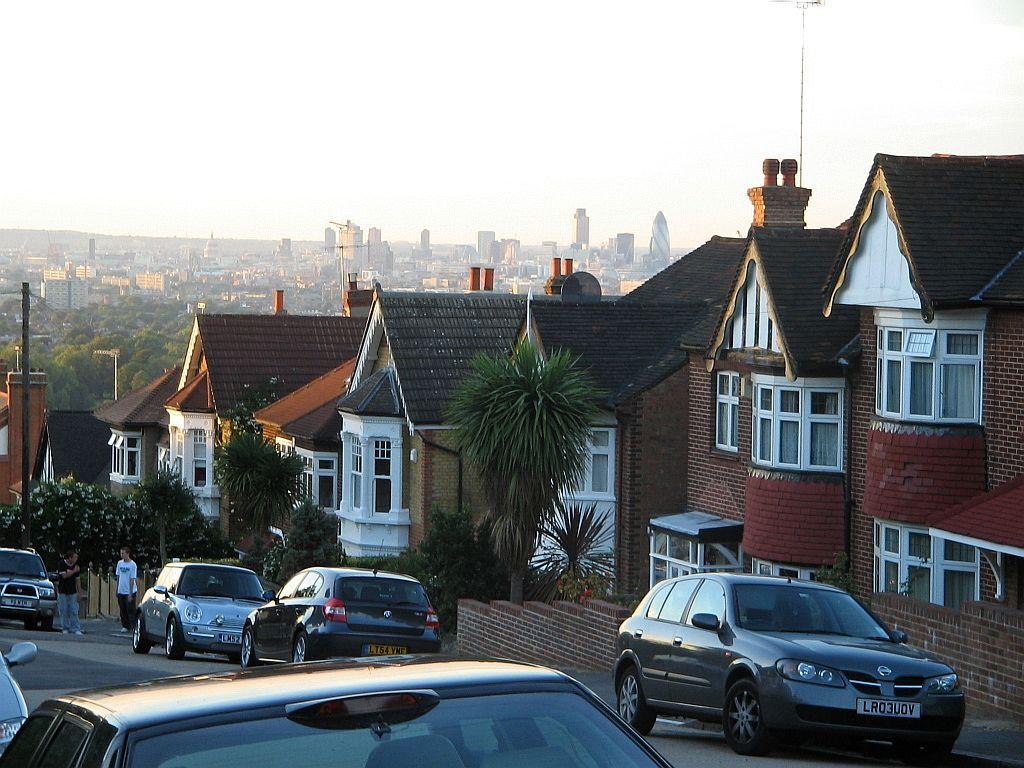
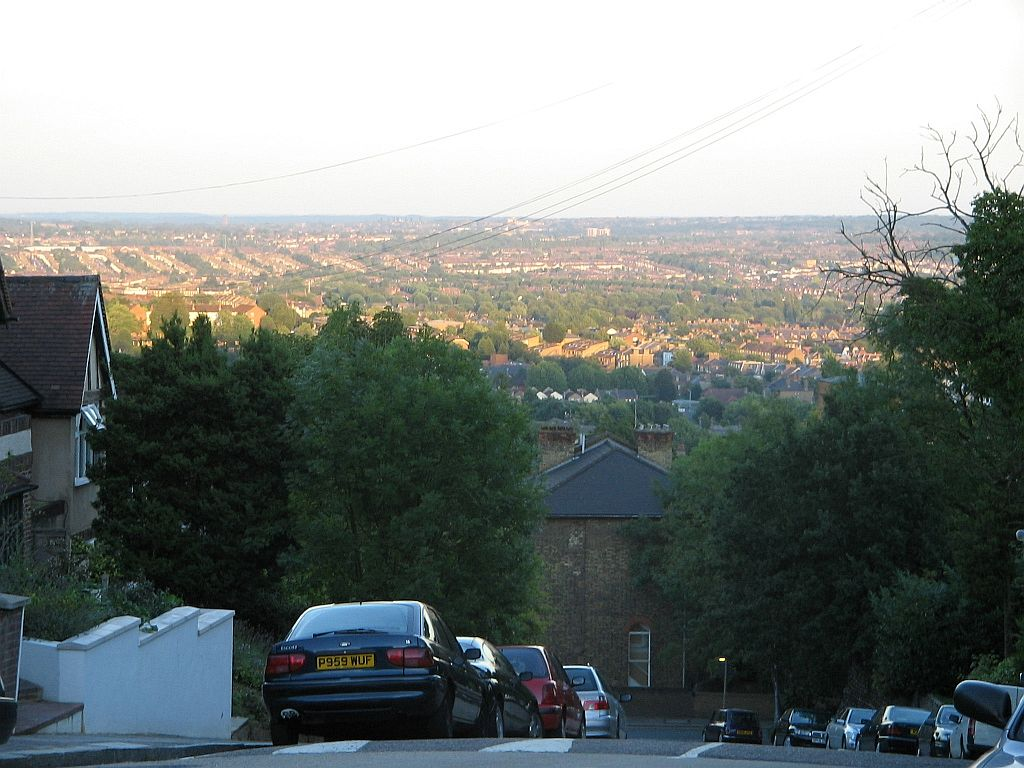

## Geboren
- Leslie Howard (1893-1943), acteur, toneelregisseur en producent
- Lionel Jeffries (1926-2010), acteur, regisseur, scenarioschrijver
- Hayley Squires (1988), actrice